# Джозеф Батчелдер
Джозеф Батчелдер (англ. Joseph Batchelder, 24 серпня 1938) — американський яхтсмен.
Бронзовий призер Олімпійських Ігор 1964 року в класі 5,5 метра.